# Dryadella edwallii
Dresslerella edwallii là một loài lan.

## Hình ảnh

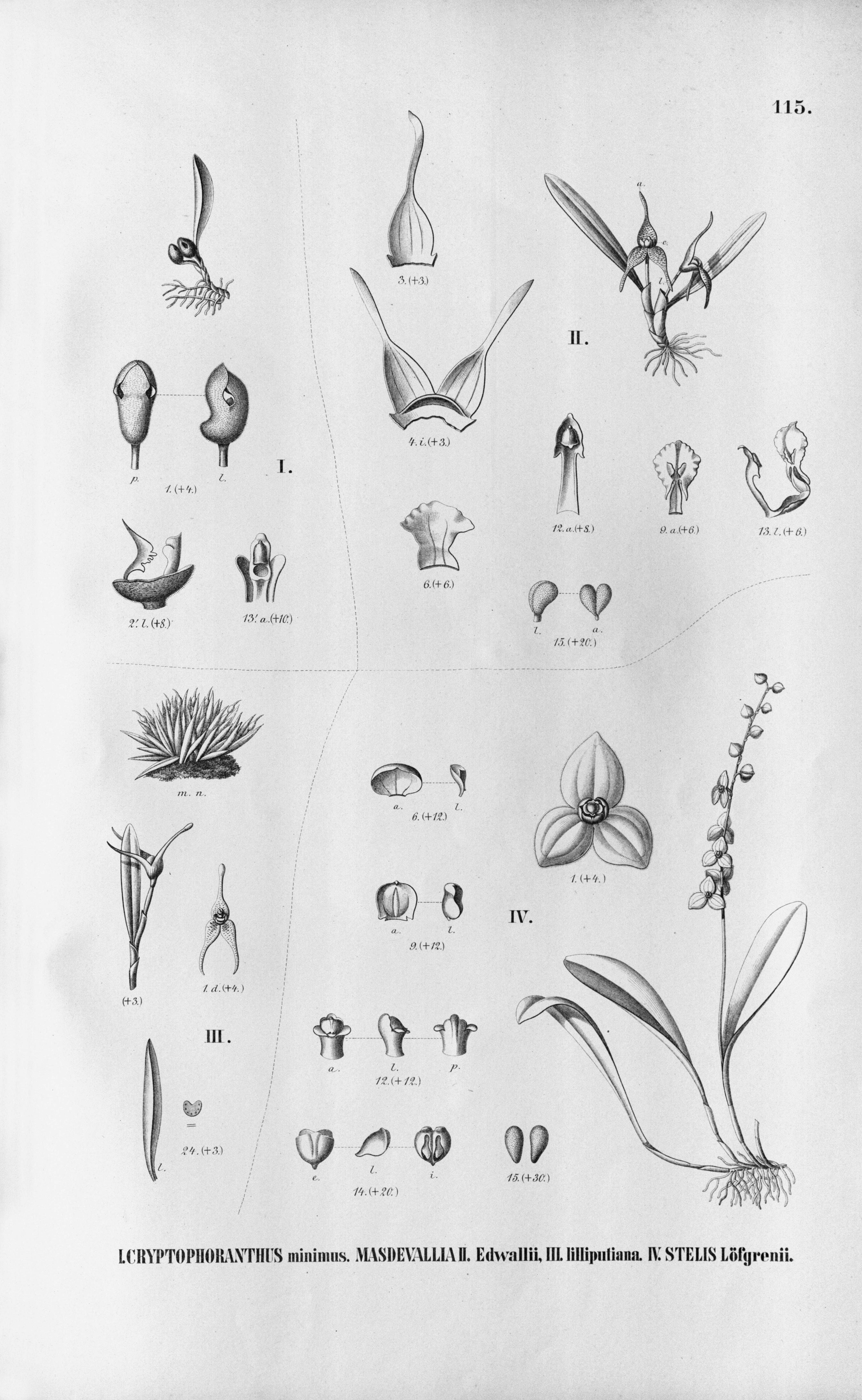
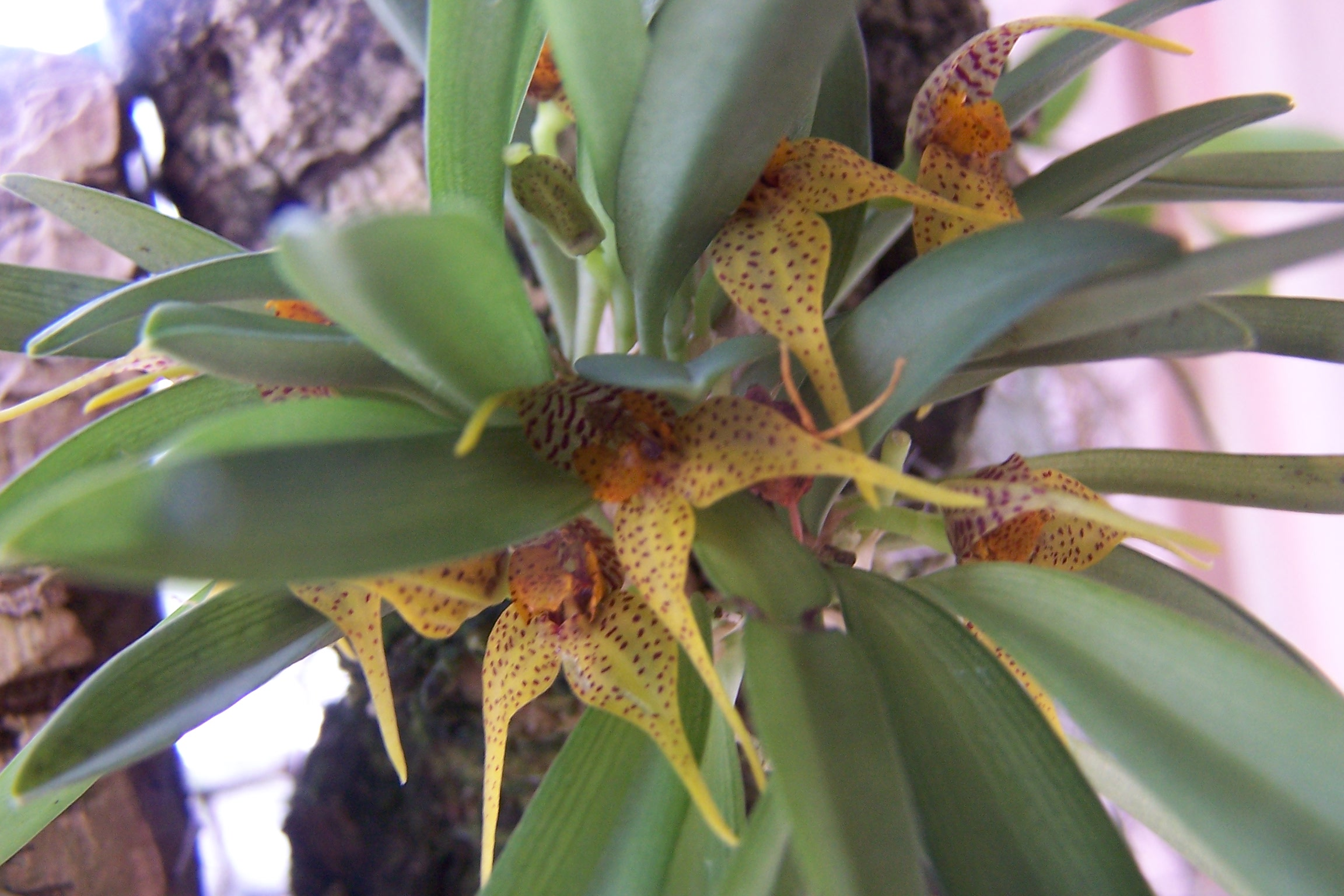
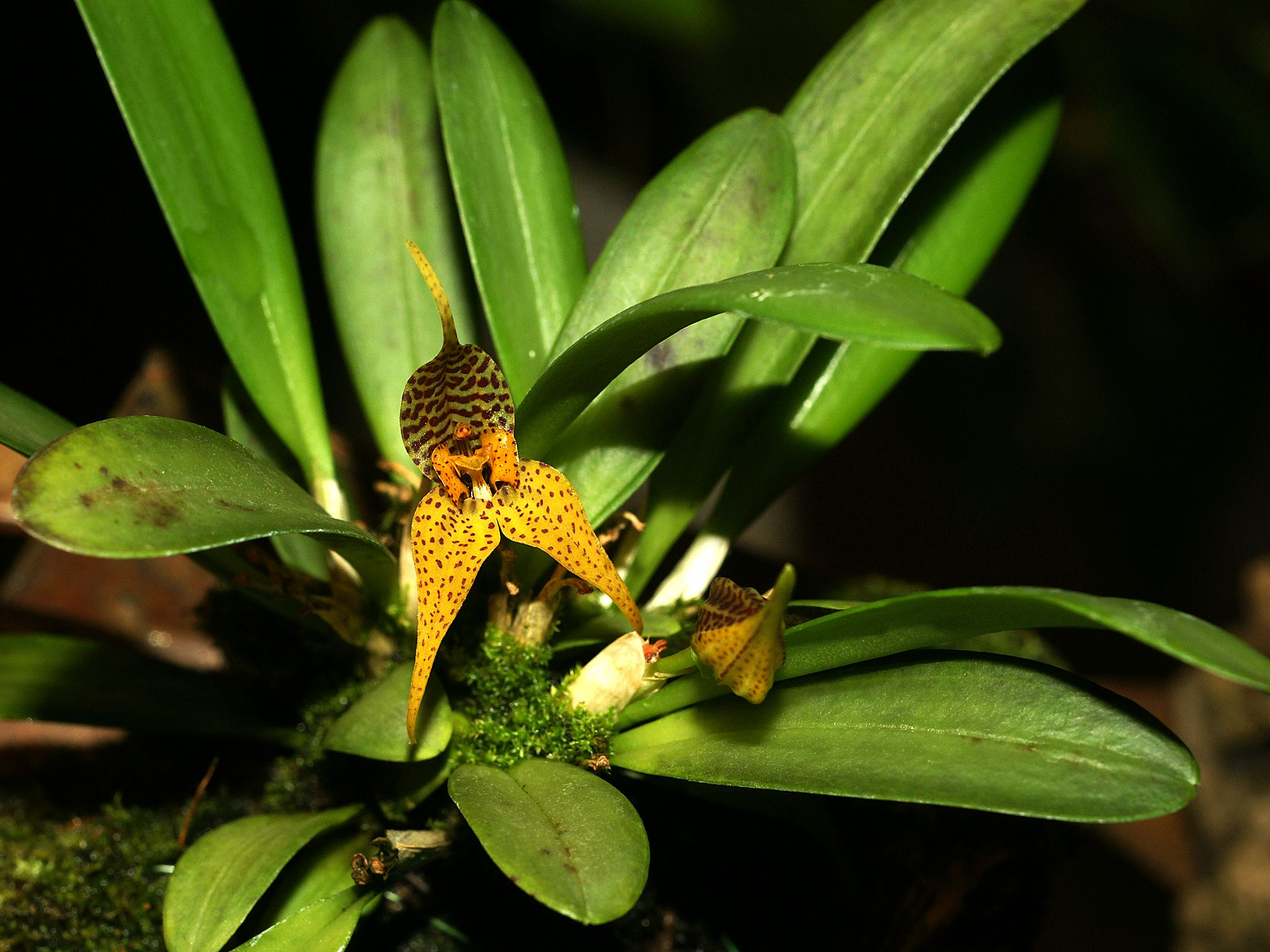